# Stadionbad (Hannover)

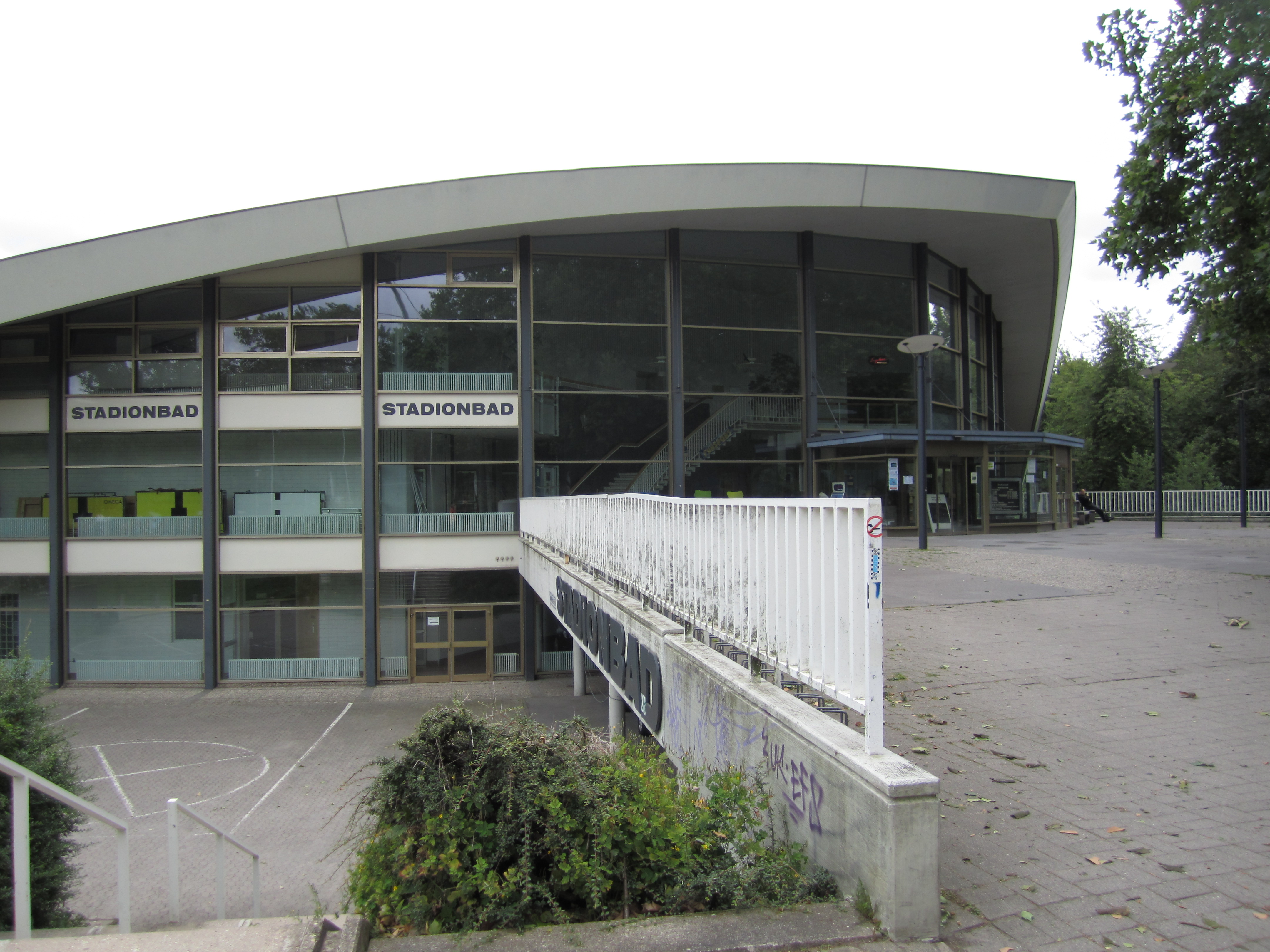
Stadionbad Hannover mit Eingangsbereich

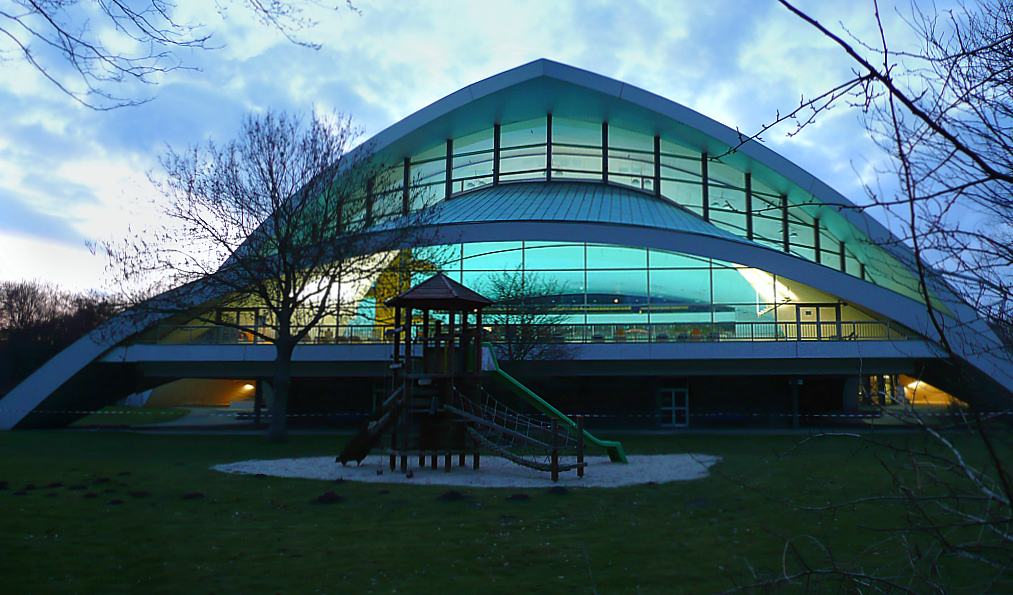
Das Stadionbad, von der Liegewiese aus gesehen.

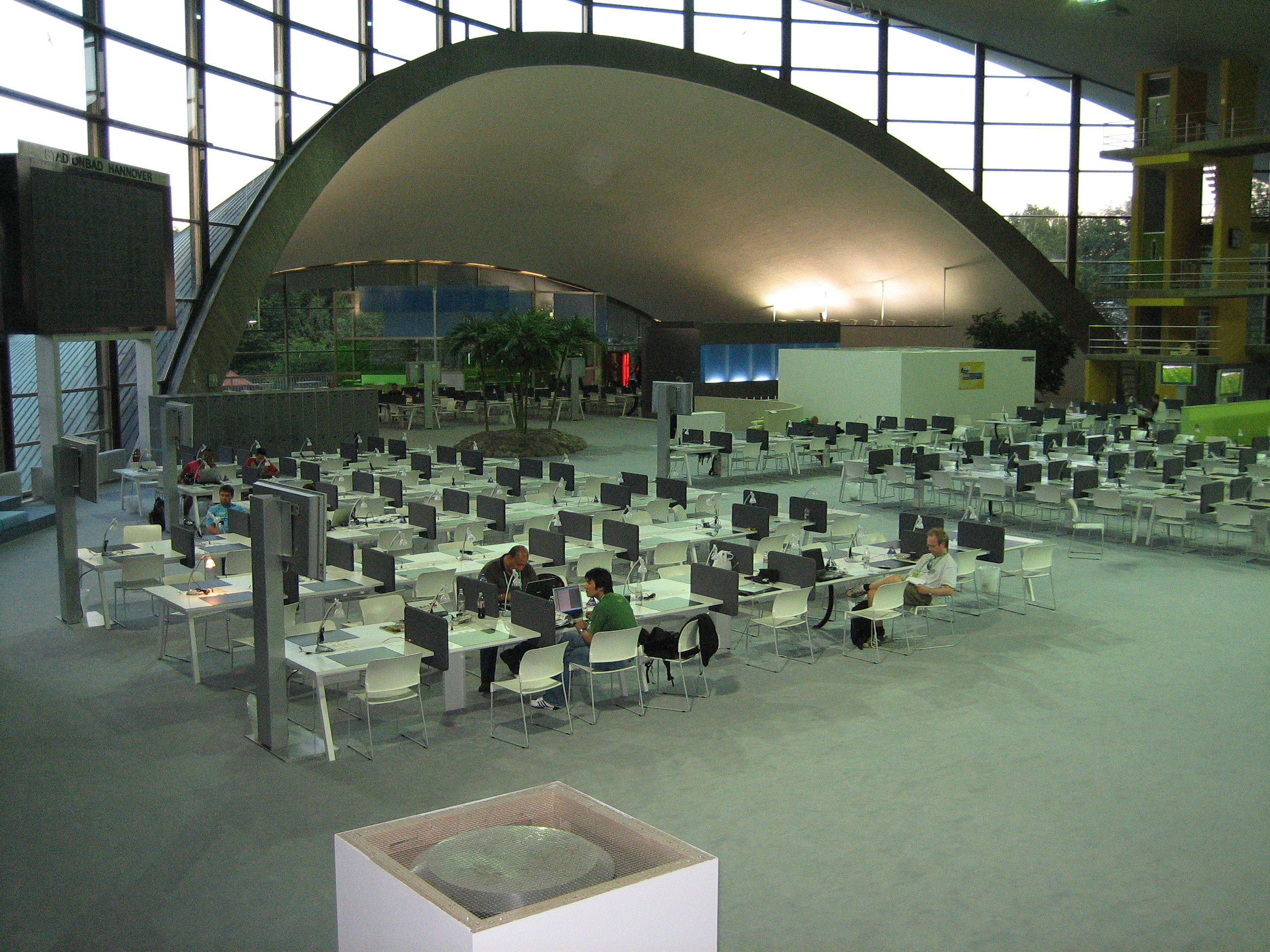
Das Stadionbad während der Fußball-Weltmeisterschaft 2006, temporär umgebaut zum Pressezentrum.

Das Stadionbad ist ein Hallenbad in Hannover. Es befindet sich im Sportpark Hannover in der Calenberger Neustadt neben der Heinz-von-Heiden-Arena (ehemals Niedersachsenstadion) und hat seinen Namen aufgrund der Nachbarschaft zum Stadion erhalten.

## Beschreibung
Das Stadionbad ist das mit Abstand größte Hallenbad der Stadt und Region Hannover. Es wurde 1972 als eines der modernsten Schwimmbäder Deutschlands erbaut.
Es verfügt über ein 50 × 21 m großes Schwimmbecken, von dem die hinteren 17 × 15 m durch eine klappbare Unterwasserwand abgetrennt werden können. In diesem Bereich befindet sich eine Wettkampfsprunganlage mit einem 1-Meter-Brett, einem 3-Meter-Turm sowie einem großen Sprungturm mit Fahrstuhl und Sprungplattformen in 5 m, 7,5 m und 10 m Höhe. Das Becken unter der Sprunganlage ist 4,80 m tief und wird auch für den Tauch- und Unterwassersport genutzt. Am dortigen Ende des Schwimmbeckens befinden sich auf der vollen Breite in ca. zwei Metern Tiefe 22 fast mannshohe Unterwasserfenster, durch die man den Sprungbereich aus einem Kellergeschoss beobachten kann.
Darüber hinaus verfügt das Stadionbad über ein 26 × 12,75 m großes Nichtschwimmerbecken mit ca. 0,80 m bis 1,30 m Wassertiefe sowie einen kleinen Planschbereich für Babys.
Weitere Einrichtungen des Stadionbads sind zwei galerieartige Tribünen für 400 Zuschauer, eine großflächige Cafeteria mit Glasfenstern zur Schwimmhalle, eine große Video-Anzeigetafel, eine Sauna mit Tauchbecken, eine ca. 5.000 m² große Rasenfläche mit einer Spielstadt für Kinder im Außenbereich, die als Liegewiese genutzt werden kann, und daneben verschiedene andere schwimmbadtypische Angebote wie Wärmebänke, Rutsche, Massagedüsen, Wasserpilz, Solarien und Tischtennisplatten.
Die wiederholt modernisierte Anlage ist das führende Bad der Region für Wettkampfveranstaltungen im Schwimmsport und wird für Sportarten wie Wasserball, Turmspringen und Ähnliches genutzt. Es finden regelmäßig Großveranstaltungen auf nationaler und internationaler Ebene statt. Unter anderem trägt dort auch der Wasserball-Bundesligist Waspo 98 Hannover regelmäßig Spiele in der Champions League aus.
Für den Alltagssport ist es das nach Besucherzahlen führende Bad der Stadt Hannover. Aufgrund der Vielzahl von Veranstaltungen ist das Bad für Privatbesucher sonnabends geschlossen (nur Sportbetrieb); die Beeinträchtigung für Privatbesucher und Familien wird dabei in Kauf genommen. Für Schul- und Vereinssport kann es die größte Fläche aller Bäder zur Verfügung stellen und hat daher eine zentrale Bedeutung für Stadt und Region.
Für die Fußball-Weltmeisterschaft 2006 wurde das Bad vorübergehend zum Pressezentrum umgebaut und von Journalisten aus aller Welt zur Berichterstattung über die Spielbegegnungen im benachbarten Stadion genutzt.
Im Jahr 2016 erfolgte eine umfangreiche Renovierung des 44 Jahre alten Bades, für die es von Juni bis November schließen sollte. Aufgrund von Verzögerungen öffnete das Bad jedoch erst im Januar 2017. Weitere Renovierungswellen schlossen sich in den Folgejahren an.